# Brasil Ladies Cup
Brasil Ladies Cup é um torneio amistoso de futebol feminino, organizado pela Federação Internacional de Football Soccer Society (FIFOS) em parceria com a Federação Paulista de Futebol (FPF).

## Formato
Na primeira fase — eliminatória — as equipes são divididas em dois grupos (A e B) e cada equipe disputa três partidas, com três pontos concedidos para cada vitória, um ponto para o empate e nenhum ponto para a derrota. As equipes vencedoras de cada grupo se enfrentam na final, em partida única.

## Antecedentes
Em outubro de 2021, a FIFOS anunciou a realização da Brasil Ladies Cup juntamente com um projeto, cujo objetivo é contribuir com o desenvolvimento do futebol feminino, por meio de eventos que fomentem a prática. Dessa forma, o torneio foi realizado paralelamente com ações sociais, debates, palestras, workshops e outro eventos transmitidos no canal da FPF no YouTube, parceira institucional da competição.

## Atualmente
A organização da Brasil Ladies Cup, um torneio de futebol feminino que ocorreu nos últimos dois anos, com a participação de equipes tanto nacionais quanto internacionais, revelou a criação de uma competição voltada para jogadoras sub-20. O evento contará com transmissão televisionada em 2023. O campeonato visa fomentar as categorias de base. Será realizada de 23 a 31 de outubro, e será toda ela disputada no interior paulista: Águas de Lindóia, Amparo, Itapira e Lindoia recebem os jogos da fase de grupos, enquanto Araraquara e São José do Rio Preto os da fase final.

### Rodadas
No que diz respeito ao formato do torneio, está previsto que haverá um total de 16 equipes participantes, que serão distribuídas em quatro grupos distintos. Os times que liderarem cada um desses grupos garantirão sua vaga nas semifinais, aonde as partidas serão decididas em confrontos únicos.

### Participantes da edição de 2023
A relação oficial dos times que participarão do torneio ainda não foi tornada pública. No entanto, a organização do evento informou que alguns clubes já receberam convites e estão atualmente em estágios avançados de negociação para sua participação.
Os clubes convidados e estão em fase final de negociação incluem: América-MG, Atlético-MG, Botafogo, Corinthians, Criciúma, Ferroviária, Flamengo, Fluminense, Goiás, Grêmio, Internacional, Minas-DF, Realidade Jovem, Red Bull Bragantino, Santos e São Paulo.

### Grupos
Confira os grupos da 1ª Brasil Ladies Cup sub-20:
Grupo A: São Paulo, Independente de Limeira (SP), Avaí Kindermann (SC) e Criciúma (SC)
Grupo B: Ferroviária (SP), Red Bull Bragantino (SP), Aliança Goiás (GO) e Coritiba (PR)
Grupo C: Santos, Grêmio (RS), Realidade Jovem (SP) e Futebol é Vida (MG)
Grupo D: Atlético Mineiro (MG), América Mineiro (MG), Minas Brasília (DF) e São José (SP).

## Premiação
Na primeira edição, realizada em 2021, não houve premiação para os clubes, apenas para a melhor atleta. A zagueira Thais Regina, que na ocasião atuava pelo São Paulo Futebol Clube, recebeu o valor de R$ 5.000 reais e uma churrasqueira através dos patrocinadores Sicredi e Tramontina. A segunda edição (2022), contou com a premiação de R$ 50.000 para o clube vencedor e R$ 30.000 para o vice campeão.

## Importância
O propósito por trás do lançamento da Brasil Ladies Cup sub-20 é ocupar esse nicho e consolidar-se, uma vez mais, como uma influência significativa na modalidade futebolística no território nacional. Atualmente, está em andamento com o processo de troca de documentação para confirmar a participação das equipes, e é notável que muitos clubes tenham prontamente aceitado nosso convite. Isso demonstra claramente a carência que existe entre as agremiações por um calendário de competições mais robusto e estruturado no contexto do futebol feminino. Esta iniciativa visa, portanto, preencher essa lacuna e fortalecer ainda mais o cenário esportivo para as jogadoras sub-20 no Brasil.

## Maior goleada
A maior goleada, considerando as duas edições realizadas, foi aplicada na partida entre Palmeiras e Santos, válida pela primeira rodada da edição de 2022. Com 2 gols de Thaisinha, 2 de Cristiane e 1 de Ana Carla, as "Sereias da Vila" golearam as adversárias alviverdes no Estádio Zezinho Magalhães, em Jaú.

## Campeões
|               | Final         | Final              | Final         | Final          |
| Campeão       | Placar        | Vice-campeão       | Sede          |                |
| ------------- | ------------- | ------------------ | ------------- | -------------- |
| 2021 Detalhes | São Paulo     | 3 – 2              | Santos        | Allianz Parque |
| 2022 Detalhes | Flamengo      | 1 – 0              | Internacional | Fonte Luminosa |
| 2023 Detalhes | Internacional | 1 – 0              | Santos        | Canindé        |
| 2024 Detalhes | Grêmio        | 1 – 1 (2 – 1 pên.) | Bahia         | Canindé        |

### Títulos

#### Por clube
| Clube         | Títulos  | Vices           |
| ------------- | -------- | --------------- |
| Internacional | 1 (2023) | 1 (2022)        |
| São Paulo     | 1 (2021) | 0               |
| Flamengo      | 1 (2022) | 0               |
| Grêmio        | 1 (2024) | 0               |
| Santos        | 0        | 2 (2021 e 2023) |
| Bahia         | 0        | 1 (2024)        |

### Artilheiras por edição
|      | Jogadora         | Clube         | Número de gols |
| ---- | ---------------- | ------------- | -------------- |
| 2021 | Ketlen Wiggers   | Santos        | 3              |
| 2022 | Fabi Simões      | Internacional | 4              |
| 2022 | Sole Jaimes      | Flamengo      | 4              |
| 2023 | Ketlen Wiggers   | Santos        | 4              |
| 2024 | Claudia Martínez | Paraguai      | 3              |

## Transmissão televisiva
O Grupo Globo transmitiu todos os jogos, de ambas as edições, através dos canais SporTV e/ou TV Globo. Para a edição de 2023, serão televisionados 27 partidas pela Band.

### Financiadores
Para viabilizar a realização deste evento esportivo, a Confederação Brasileira de Seleções de Saúde (CBSS) buscará a captação de recursos por meio de um processo de seleção de projetos promovido pela Secretaria de Esportes do Estado de São Paulo, com o intuito de garantir o financiamento necessário.